# Nataxa amblopis
Nataxa amblopis är en fjärilsart som beskrevs av Turner 1944. Nataxa amblopis ingår i släktet Nataxa och familjen Anthelidae. Inga underarter finns listade i Catalogue of Life.